# Slag op de Diemerdijk

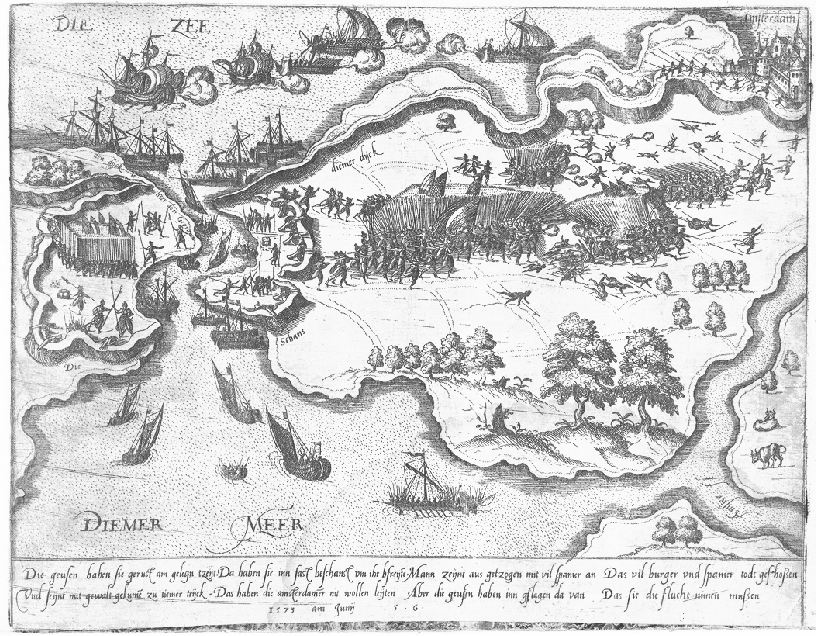

De Slag op de Diemerdijk in was de verovering op 2 juni 1573 van de Schans op de Diemerdijk tijdens de Tachtigjarige Oorlog door Nederlandse opstandelingen, onder leiding van Geuzenleider Diederik Sonoy. De Amsterdammers wisten de Diemerdijk door te steken op de plek waar deze een landengte vormde ter hoogte bij "Jaap Hannes". Hierdoor konden zij galeien en schepen op het IJ brengen, met daarop honderden manschappen en zwaar geschut. Er werd dagenlang gevochten tot 17 juli.

## Aanloop
Sonoy had op 21 december 1572 al eerder een aanval gepleegd op de Diemerdijk. Dit in de hoop het Beleg van Haarlem te breken, de Spaanse bevoorrading kwam van Utrecht via Amsterdam naar Haarlem. Als de Geuzen de Diemerdijk onder controle hadden was het laatste gat in de Blokkades van Amsterdam door de Geuzen ook gedicht, waarmee Haarlem een kans zou hebben het beleg af te slaan. Echter de Amsterdammers wisten steeds Sonoy en de Geuzen te verjagen met felle schermutselingen. Zoals in maart bij de vorige poging. Waarbij een legendarische geus, genaamd Jan Haring, geheel alleen, de aanvallers net zo lang wist tegen te houden, totdat Sonoy en de opstandelingen konden uitvaren. Toen Haring het niet langer neer kon volhouden dook hij in het water. Hij wist ondanks een kogelregen, veilig de wal te bereiken. Men was met deze slag veel volk, schepen en materiaal verloren.

## Slag
In de nacht van 2 op 3 juni kwam Sonoy met zijn troepen opnieuw bij de Diemerdijk. Hij wist de vendels op die wijze volkomen te verrassen. Nadien waren de opstandelingen in de gelegenheid om zes schansen op te werpen. De Amsterdammers hadden intussen de dijk ter hoogte van de Sint Anthonispoort doorgegraven. Daardoor kon men een lichte vloot vanuit de gracht in de Amstel en op het Diemermeer brengen. Sonoy kon vanwege die doorbraak niet verder landinwaarts binnen dringen, in de richting van Amsterdam. Amsterdam daarentegen bleef haar toevoer vanuit Utrecht houden en de omsingeling te voorkomen.

## Nasleep
De actie was in die zin succesvol omdat de Geuzen de schans tot na het beleg van Haarlem bezet hebben. Echter op 8 juli, na een mislukte poging om de ongeveer vijfduizend mensen in de stad van voedsel te voorzien, zag de stad zich genoodzaakt te capituleren. Na de slag werd het gebied tussen het IJ en de Zuiderzee een soort niemandsland. Dan hadden de Spanjaarden het voor het zeggen, dan weer de opstandelingen. Met nog voor de Geuzen een grote triomf met de Slag op de Zuiderzee enkele maanden later. De strijd in Waterland begon hierna een soort guerrillastrijd te worden. De opstandelingen lieten tachtig schuiten zinken voor de havenmond van Amsterdam. Krijgsgevangenen werden in koelen bloede vermoord. Bijvoorbeeld, in juni van 1574 werd na een grote Spaanse nederlaag honderdvijftig Duitse soldaten gevangengenomen en verscheept. Ter hoogte van Hoorn werden deze krijgsgevangenen in de Zuiderzee gegooid waar zij allemaal verdronken.